# Заривинецька сільська рада
Заривине́цька сільська́ ра́да — колишня адміністративно-територіальна одиниця та орган місцевого самоврядування в Чортківському районі Тернопільської області. Адміністративний центр — с. Заривинці.

## Загальні відомості
Заривинецька сільська рада утворена 26 березня 1990 року.
- Територія ради: 1,933 км²
- Населення ради: 1 041 особа (станом на 2001 рік)
- Територією ради протікає річка Стрипа

## Населені пункти
Сільській раді були підпорядковані населені пункти:
- с. Заривинці
- с. Рукомиш

## Історія
До 19 липня 2020 р. належала до Бучацького району.
11 грудня 2020 р. увійшла до складу Бучацької міської громади.

## Склад ради
Рада складалася з 16 депутатів та голови.
- Голова ради: Леськів Іван Васильович
- Секретар ради: Гурська Галина Йосипівна

### Керівний склад попередніх скликань
| Прізвище, ім'я, по батькові | Основні відомості                                                 | Дата обрання | Дата звільнення |
| --------------------------- | ----------------------------------------------------------------- | ------------ | --------------- |
| Матвіїв Іван Михайлович     | Сільський голова, 1952 року народження, безпартійний              | 26.03.2006   | 31.10.2010      |
| Леськів Іван Васильович     | Сільський голова, 1978 року народження, освіта вища, безпартійний | 15.05.2011   |                 |

Примітка: таблиця складена за даними сайту Верховної Ради України

### Депутати
За результатами місцевих виборів 2010 року депутатами ради стали:

#### За суб'єктами висування
| Суб'єкт висування | Кількість обраних депутатів | %   |
| ----------------- | --------------------------- | --- |
| Самовисування     | 16                          | 100 |

#### За округами
| № округу | Прізвище, ім'я, по батькові  | Дата визнання обраним | Освіта             | Партійна приналежність                  | Відомості про обраного депутата                                                                      |
| -------- | ---------------------------- | --------------------- | ------------------ | --------------------------------------- | --- |
| 1        | Горин Тетяна Михайлівна      | 04.11.2010            | середня спеціальна | позапартійна                            | фельдшерсько-акушерський пункт с. Звенигоород, завідувачка                                           |
| 2        | Малий Ігор Михайлови         | 04.11.2010            | середня спеціальна | позапартійний                           | тимчасово не працює                                                                                  |
| 3        | Гурська Галина Йосипівна     | 04.11.2010            | вища               | позапартійна                            | Заривинецька с.р, секретар                                                                           |
| 4        | Михалецька Ганна Олексіївна  | 04.11.2010            | вища               | член Конгресу Українських Націоналістів | Заривинецька загальноосвітня школа, вчитель                                                          |
| 5        | Козар Ігор Петрович          | 04.11.2010            | вища               | позапартійний                           | Тернопопільський ДПУ, студент                                                                        |
| 6        | Матлак Мирон Іванович        | 04.11.2010            | середня спеціальна | позапартійний                           | тимчасово не працює                                                                                  |
| 7        | Кухтин Галина Ігорівна       | 04.11.2010            | середня спеціальна | позапартійна                            | Бучацька вет. лік., секретар                                                                         |
| 8        | Кухтин Степан Ігорович       | 04.11.2010            | середня            | позапартійний                           | Львівський національний університет ветеринарної медицини та біотехнології ім. С. Гжицького, студент |
| 9        | Леськів Галина Миронівна     | 04.11.2010            | середня спеціальна | позапартійна                            | Бучач цукр. з-д, технолог                                                                            |
| 10       | Єднак Микола Васильович      | 04.11.2010            | середня спеціальна | позапартійний                           | Бачач БІМА, студент                                                                                  |
| 11       | Слободян Роман Володимирович | 04.11.2010            | середня спеціальна | позапартійний                           | тимчасово не працює                                                                                  |
| 12       | Ковальчук Василь Васильович  | 04.11.2010            | середня спеціальна | позапартійний                           | тимчасово не працює                                                                                  |
| 13       | Гайдук Богдан Ігорович       | 04.11.2010            | вища               | позапартійний                           | тимчасово не працює                                                                                  |
| 14       | Кузевич Світлана Миколаївна  | 04.11.2010            | вища               | член Української Народної Партії        | Рукомиська загальноосвітня школа, завідувачка                                                        |
| 15       | Кузевич Валерій Йосифович    | 04.11.2010            | середня            | позапартійний                           | тимчасово не працює                                                                                  |
| 16       | Хомут Іван Миколайович       | 04.11.2010            | середня спеціальна | позапартійний                           | тимчасово не працює                                                                                  |